# Антонио Фарнезе (герцог Пармский)
Антонио Фарнезе (итал. Antonio Farnese; 29 ноября 1679, Парма — 20 января 1731, там же) — восьмой герцог Пармы и Пьяченцы с 1727 года, последний представитель рода Фарнезе по прямой мужской линии. Младший сын герцога Рануччо II Фарнезе и Марии д’Эсте. После его смерти владения Фарнезе перешли испанскому инфанту Карлу, являвшемуся по материнской линии правнуком герцога Рануччо II.

## Жизнь до вступления на престол
Будучи младшим сыном герцога Пармского, не рассматривался в качестве наследника. В декабре 1697 года в возрасте 18 лет отправился в т. н. «Большое путешествие» по Европе, которое наряду с образовательной целью должно было способствовать налаживанию отношений семейства Фарнезе с европейскими дворами. Принца, путешествовавшего под именем графа ди Сала, сопровождал граф Алессандро Ронковьери. Первой остановкой Антонио Фарнезе стал Милан, где он посетил знаменитую Амброзианскую библиотеку. Далее принц побывал в Савойе, Франции, Англии, Голландии и Германии. В ноябре 1699 года в Вене Антонио Фарнезе встретился с императором Леопольдом. Возвращаясь из Австрии, посетил Венецианский карнавал, а затем Рим и Неаполь. В Парму принц Антонио вернулся в июле 1700 года.
В последующие годы Антонио Фарнезе проводил своё время в развлечениях, часто бывая при моденском дворе. Его основным местом жительства в Пармском герцогстве был расширенный и отремонтированный замок Рокка Санвитале в Сала-Баганца.

## Герцог Пармский
На момент вступления на герцогский престол в феврале 1727 года Антонио Фарнезе было уже 47 лет и он оставался холостым. Антонио спешно женился, однако зачать ребёнка не смог и герцогство перешло к испанскому инфанту Карлу.